# Excelsior Records
Excelsior Records est un label discographique américain, anciennement basé à Los Angeles, en Californie, actif entre 1945 et 1971.

## Histoire
Excelsior Records est fondé en 1945 à Los Angeles par Otis Rene, parallèlement à la création d'Exclusive Records par son frère Leon. C'est un est des nombreux labels indépendants qui apparaissent avec l'explosion du rhythm and blues en Californie, au lendemain de la Seconde Guerre mondiale. Le label enregistre également du jazz avec Nat King Cole et les premiers pas discographiques de Charlie Mingus. Otis René gagne 25 000 dollars sur une chanson en 1945, I'm Lost, enregistrée par le King Cole Trio. René avait écrit et produit la chanson, ainsi que distribué le disque
Le label est relancé en 1971.

## Artistes
Les principaux artistes du label sont Nat King Cole, Charlie Mingus , Mabel Scott et King Perry.